# Catamite

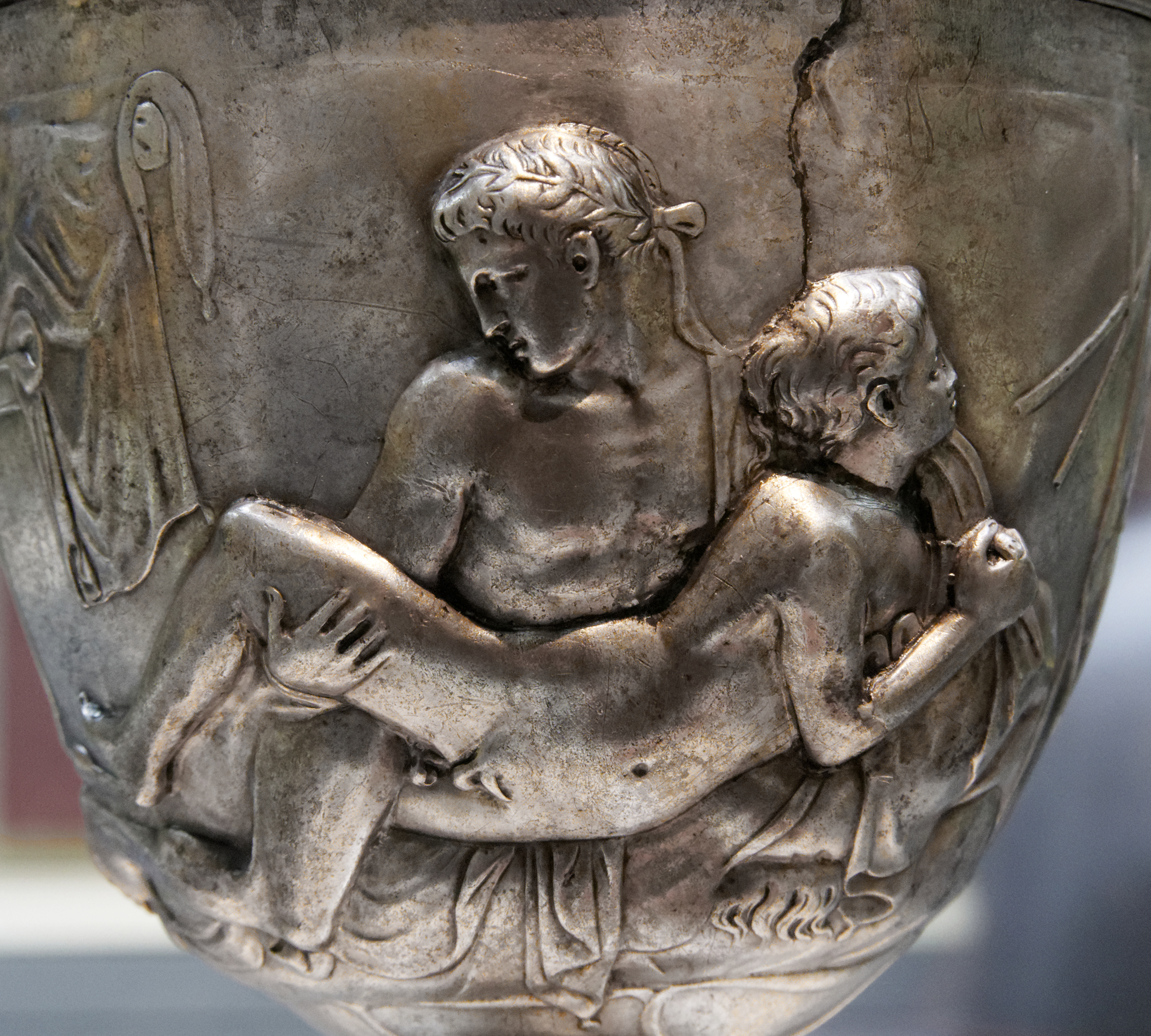
Кубок Уоррена, который сейчас находится в Британском музее, изображает сексуальную близость между молодым человеком или «педерастом» — в самом широком смысле — и его «катамитом»

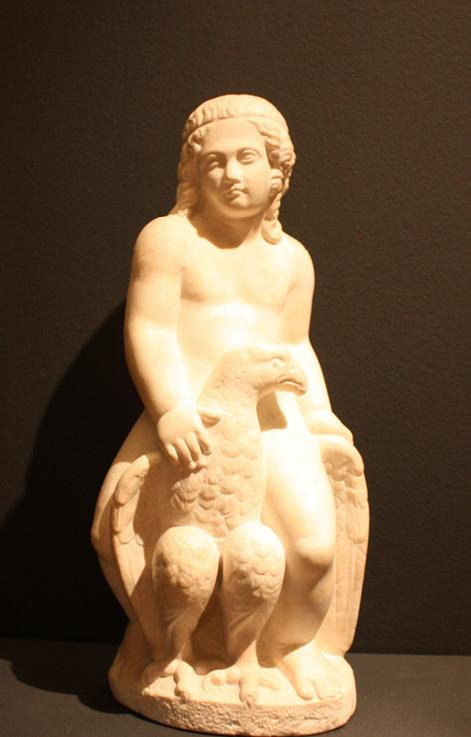
Римский Ганимед в образе puer delicatus с орлом Юпитера

Катамит (лат. catamitus) — в Древней Греции и Риме подросток, который был близким спутником молодого человека, как правило, в педерастических отношениях. Обычно это понятие выражало привязанность и буквально означало «Ганимед» на латыни, но оно также использовалось как оскорбление, когда применялось к взрослому человеку. Слово происходит от имени собственного Catamitus, латинизированной формы имени Ганимед, принадлежавшего прекрасному троянскому юноше, похищенному Зевсом, чтобы быть его товарищем и виночерпием, согласно греческой мифологии. Этрусская форма имени была Catmite, от альтернативной греческой формы имени, Γαδυμήδης (Гадимедес).
Слово «катамит» встречается во многих произведениях латинской литературы древности, от Плавта до Авсония, хотя не обязательно часто. Иногда это синоним понятия puer delicatus, «нежный мальчик». Цицерон использует этот термин как оскорбление. Это слово стало общим термином для мальчика, за которым ухаживают в сексуальных целях. Оно также появляется в «Размышлениях» Марка Аврелия (книги 3.16, 5.10 и 6.34).
В современном английском языке термин «катамит» относится к мальчику как к пассивному или принимающему партнёру в анальном сексе с мужчиной. Оно фигурирует у ряда авторов XX—XXI веков, таких как Дж. Джойс, К. С. Льюис, Э. Бёрджесс, К. Маккарти.